# Židovska općina Zagreb
Židovska općina Zagreb je vjerska organizacija građana Hrvatske židovskog podrijetla. Sjedište općine je u Zagrebu. 

## Povijest
Prvi židovski doseljenici u Zagrebu bili su Jakov Stiegler i Elias Hersch. Doselili su se 1787. godine, a već početkom 19. st. u Zagrebu se nalazi 71 Židov. Godine 1806. Židovi osnivaju općinu, u koju se udružuje 20 židovskih obitelji. Općina 1850. godine ima 116 glava obitelji. Zbog prijetnji i neprilika u kojima se se nalazili Židovi Zagreba tražili su zaštitu vlasti, pa su tako i 1839. dobili odgovor da se "sve židovske porodice koje su 1791. u Zagrebu obitavale ili (se) iza toga izričitom dozvolom magistrata i zemaljske oblasti tamo nastanile, ne smiju smetati, dok druge treba izagnati". 
Godine 1843. Židovska općina Zagreb, zajedno s varaždinskom, križevačkom, karlovačkom i sisačkom piše peticiju u kojoj se traži da Židovi mogu "zanat tjerati i sa kršćanskim pomoćnicima", te da mogu svoju djecu dati u zanat kršćanskim majstorima, kako bi mogli stjecati građanska i seoska dobra sa svim zakonskim pravima i da mogu zakonito kao i ostali građani "naučiti bez razlike svaku znanost i svako umijeće, izvršivati ili privredu steći s njima". U tom periodu, Hrvatski sabor se opirao proširenju prava za Židove. Kako je u to vrijeme Zagreb bio podijeljen na Gradec i Kaptol, Židovi su morali steći dozvolu za naseljavanje od gradskog magistrata ili biskupa. U tom vremenu su bili ujedinjeni u jednu vjersku općinu, iako se na neko vrijeme odvojila ortodoksna općina koja 1848. godine ima 28 poreznih obveznika.

### Društveni angažman
U svibnju 1841. godine u okviru Židovske općine otvorena je prva škola. Prvi učitelj bio je Karl Saphir. Troškovi škole namirivani su školarinom i dobrovoljnim prilozima. Siromašni učenici bili su oslobođeni plaćanja. U listopadu 1855., otvorena je Trivialsschule s tri razreda. U toj školi oodučavani su njemački jezik i hebrejski predmeti. Godine 1859. na programu već imaju ilirski jezik, a nakon što je škola pretvorena u četverogodišnju, godine 1865. uveden je nastavni jezik hrvatski. Godine 1898. škola je preseljena u novu zgradu u Palmotićevoj ulici br. 16. Ta škola nalazila se na prvom katu i zvala se Osnovna škola izraelitičke vjeroispovjedne općine sa pravom javnosti. Imala je četiri učionice, ured uprave i prateće prostorije, a u prizemlju su djevojke učile ručni rad. Djeca iz udaljenih dijelova dolazila su samo nekoliko puta tjedno u školu na vjeronauk. Ravnatelj škole bio je nadrabin dr. Hosea Jacobi. Od 1920. godine škola je radila po nastavnom planu državnih prosvjetnih vlasti i nalazila se pod državnim nadzornicima. Sve se više djece upisivalo, tako daje sada bilo osam razreda. Osim obveznih školskih predmeta djeca su učila Bibliju, blagdanske običaje i hebrejski. Osnovan je i dječji vrtić. Sva srednjoškolska mladež imala je jednom tjedno vjeronauk. U početku je predavao nadrabin Gavro Schwarz, a poslije Miroslav Shalom Freiberger.
Nakon Prvog svjetskog rata osnovano je Židovsko akademsko potporna društvo za potporu siromašnim studentima u okviru kojega je organizirana i studentska menza za 300 korisnika. U menzi su se odvijali sastanci Judeje i Esperance, koja se bavila pitanjima i kulturom Židova Sefarda Sefarda u Zagrebu. Postojao je omladinski književni klub Literarni sastanci, najprije samo s muškarcima, a poslije i s djevojkama. Postojao je i športski klub Macabi.
Godine 1932. osnovana je EZRA, židovska kreditna zadruga koja je omogućavala mladim Židovima učenje obrta. Privremeno je u Domu staraca u Maksimirskoj ulici bilo smješteno 30 mladih iz Hrvatske i Bosne i Hercegovine. Učili su razne obrte (vodoinstalaterski, graverski, krojački, zlatarski, električarski, automehaničarski, optičarski, zubotehničarski, urarski itd.). Poslije se dom nalazio u Preradovićevoj, a 1937. u Petrinjskoj ulici. Godine 1938. osnovao se dom i za djevojke s 20 štićenica. Od 1917. do 1941. izlazi časopis Židov i mnoge druge publikacije.
Svoju kulminaciju u gospodarskom, kulturološkom i društvenom smislu židovska zajednica u Zagrebu postigla je između dva svjetska rata. Godine 1941. Židovska općina Zagreb brojala je 11.000 članova, čije je djelovanje bilo organizirano kroz kulturološke, karitativne i športske židovske organizacije. Drugi svjetski rat preživjela je samo jedna četvrtina zagrebačkih Židova.
Danas Židovska općina Zagreb broji oko 1300 članova.

## Zagrebačka sinagoga
Zagrebačka sinagoga bila je glavno mjesto bogoslužja Židova Zagreba. Sinagoga je izgrađena 1867. u Kraljevini Hrvatskoj, Slavoniji i Dalmaciji unutar Austro-Ugarske i korištena je do 1941. kad ju je marionetska država Sila Osovine, negdašnja Nezavisna Država Hrvatska dala srušiti.
Židovska općina Zagreb je 1809. imala jednog rabina, a 1811. i svoje vlastito groblje. Zajednici je 1833. omogućena kupnja zemljišta za gradnju sinagoge, no za njezinu izgradnju u to vrijeme nije imala dovoljno novca.
Već 1855. zajednica je narasla na 700 članova i 30. listopada te godine donesena je odluka o gradnji sinagoge. Odbor za izgradnju imenovan je 1861., izabrano je i kupljeno zemljište na uglu ulice Marie Valerie (današnja Praška) i trga bana Jelačića. Međutim, novi je urbanistički plan promijenjen 1864. smanjujući raspoloživi prostor za gradnju, tako da zajednica odlučuje kupiti drugo zemljište veličine 1540 m2 udaljeno oko 80 metara od prvotno planirane lokacije.
Sinagoga je izgrađena u pseudomaurskom stilu, dizajnirana prema hramu u gradskoj četvrti Leopoldstädter u Beču i nalazila se u današnjoj Praškoj ulici. To je bio jedini namjenski židovski objekt korišten za bogoslužje u povijesti grada Zagreba. Zgrada sinagoge bila je jedna od najistaknutijih javnih zgrada u Zagrebu i jedna od poznatijih sinagoga u okolici.
Od 1980-ih postoje planovi ponovne gradnje sinagoge na izvornoj lokaciji, no zbog spleta različitih političkih okolnosti, do danas je u tom smislu ostvaren vrlo malen napredak. Glavne nesuglasice postoje između hrvatske vlade i židovskih organizacija, koliko bi ove organizacije bile uključene u cijeli projekt, uključujući i dizajn i svrhu nove građevine.

## Vanjske poveznice
- Židovska općina Zagreb